# داوید گایگو

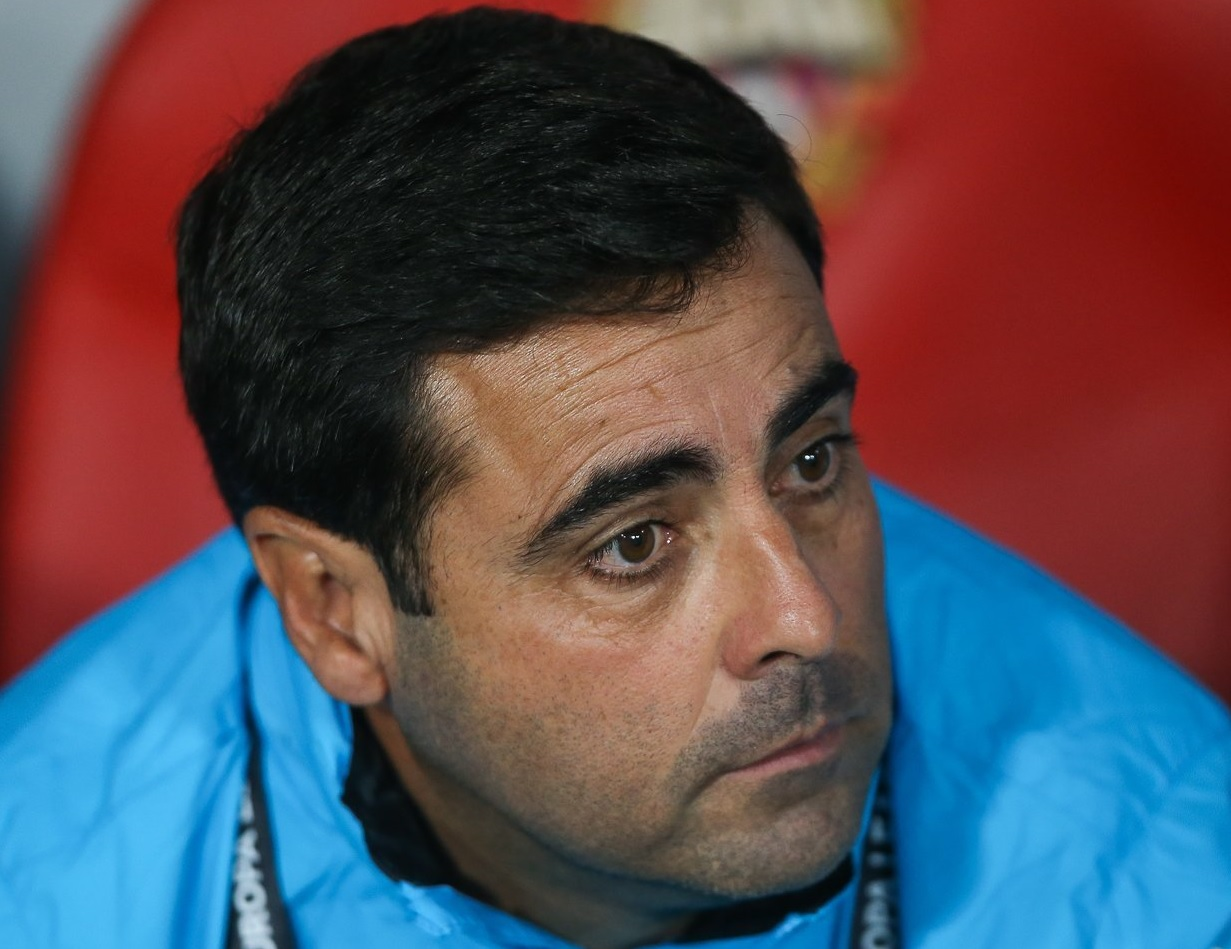
داوید گایگو در سال ۲۰۱۹

داوید گایگو (اسپانیایی: David Gallego‎؛ زادهٔ ۲۶ ژانویهٔ ۱۹۷۲) بازیکن سابق و سرمربی فوتبال اهل اسپانیا است.

## دوران بازی
گایگو در سوریا، استان بارسلون، کاتالونیا به دنیا آمد و زمانی که ۱۷ سال داشت به تیم محل زادگاهش سوریا پیوست. وی که در پست هافبک بازی می‌کرد در مدت فوتبالش در تیم‌های مختلف اسپانیایی بازی کرد و در سال ۲۰۰۹ کفش‌هایش را آویخت.
از باشگاه‌هایی که وی در آن‌ها فوتبال بازی کرده‌است می‌توان به لوانته، کوردوبا، هرکولس و رکریتیوو اشاره کرد.

## دوران مربی‌گری
وی سرمربی‌گری را از سال ۲۰۱۰ آغاز کرد و ۳ سال بعد از آن همکاری خود را با باشگاه فوتبال اسپانیول آغاز کرد؛ ابتدا به مدت ۳ سال، یعنی تا سال ۲۰۱۶، هدایت تیم جوانان این باشگاه را برعهده داشت و پس از آن سرمربی تیم اسپانیول بی در ترسا دیویژن شد. وی در در سال ۲۰۱۸ توانست اسپانیول بی را قهرمان ترسا دیویژن و به سگوندا دیویسیون بی صعود کند.
گایگو در مقطعی از سال ۲۰۱۸ (۲۰ آوریل تا ۳۰ مه) پس از اخراج کیکه فلورس و تا ورود سرمربی جدید، حاضر شد موقتاً هدایت تیم بی باشگاه را کنار بگذارد و سرمربی تیم اصلی اسپانیول در لا لیگا شود که نتایج بسیار درخشانی هم کسب کرد؛ وی در ۵ بازی که تیمِ تحت هدایتش در لا لیگا به میدان رفت هرگز نباخت و ۴ پیروزی به دست آورد. اسپانیول در آن مقطع توانست ۲–۰ تیم اتلتیکو مادرید تحت رهبری دیه‌گو سیمئونه با تمام مهره‌هایش را شکست دهد و ۴ گل نیز به مالاگا بزند.